# Valltjärnen (Ljusdals socken, Hälsingland, 689023-150746)
Valltjärnen är en sjö i Ljusdals kommun i Hälsingland och ingår i Ljusnans huvudavrinningsområde. Sjön har en area på 0,0785 kvadratkilometer och ligger 341 meter över havet.

## Delavrinningsområde
Valltjärnen ingår i det delavrinningsområde (688626-150874) som SMHI kallar för Ovan Kumsjöån. Medelhöjden är 368 meter över havet och ytan är 23,6 kvadratkilometer. Det finns inga avrinningsområden uppströms utan avrinningsområdet är högsta punkten. Dysån som avvattnar avrinningsområdet har biflödesordning 3, vilket innebär att vattnet flödar genom totalt 3 vattendrag innan det når havet efter 160 kilometer. Avrinningsområdet består mestadels av skog (82 procent). Avrinningsområdet har 0,39 kvadratkilometer vattenytor vilket ger det en sjöprocent på 1,7 procent.